# Maira (torrente)
Il Maira (talvolta anche al femminile, la Maira) è un fiume del Piemonte, affluente di destra del Po, conosciuto anche per le cascate di Stroppia, tra le più maestose d'Italia con un salto di 500 metri.

## Toponimo
Il suo nome, in piemontese e occitano, significa "magra".

## Percorso

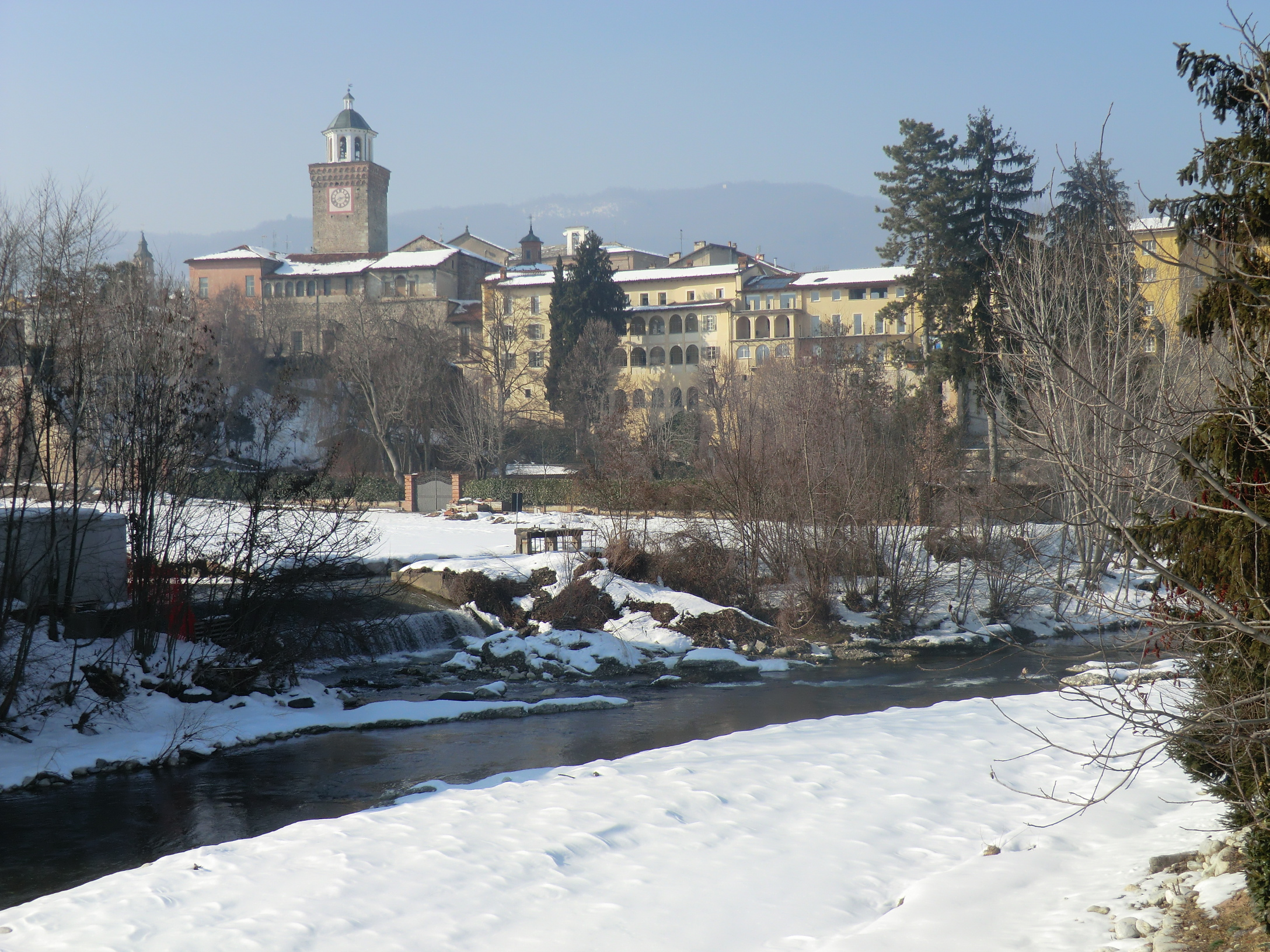
Il Maira a Busca

Nasce sulle Alpi Cozie: le sue acque sgorgano in una conca con un piccolo laghetto artificiale nei pressi della borgata Saretto. Le acque risorgive impetuose ed abbondanti scaturiscono direttamente dai piedi della montagna; dopo qualche chilometro si unisce al torrente che scende dal Colle del Maurin e prosegue quindi la sua corsa verso valle toccando Acceglio e Prazzo. Dapprima scorre con andamento torrentizio nella valle omonima e bagna poi i centri di Dronero e Busca dove entra in pianura, passando anche per i comuni di Villafalletto e Vottignasco. Quindi percorre la zona saviglianese da Sud a Nord e entra in Savigliano costeggiando la zona ovest della città. 
Dopo circa 5 km direzione Nord, presso Cavallermaggiore riceve le acque del Grana - Mellea, suo principale affluente.
Da qui in poi bagna arginato la cittadina di Racconigi, costeggiando il parco della celebre Residenza Estiva dei Savoia e raggiunge in breve il Po nel quale confluisce da destra nel territorio del comune di Lombriasco.
L'acqua che sgorga dalla sorgente del torrente Maurin, affluente del Maira, percorrerebbe secondo alcuni il più lungo tratto fluviale interamente italiano; il percorso dell'acqua tra tale sorgente e la confluenza Po/Tanaro (presso Alessandria) sarebbe infatti di 273 km, contro i 266 km percorsi dall'acqua che sgorga dalla sorgente del Tanaro e i 234 di quella che proviene dal pian del Re, la sorgente del Po. L'asta fluviale Maurin/Maira/Adriatico, lunga 691 km, sarebbe quindi la più lunga del paese. Secondo varie fonti anche autorevoli il Tanaro però sarebbe lungo 276 km, che diventano 290 km se si considera il punto di partenza dalle fonti del Negrone, che è un ramo sorgentizio del Tanaro che nasce dall'unione di due torrenti (Negrone e Tanarello), il che ribalterebbe la precedente affermazione.

## Tutela naturalistica
Nel 2005 la Riserva naturale della Confluenza del Maira è stata riconosciuta SIC (codice: IT1110016).

## Regime
Caratterizzato da un regime torrentizio di tipo alpino con magre fortissime in estate e piene primaverili, ha una portata media di 19,5 m³/s.